# Indice de Voorhoeve
En mathématiques, et plus particulièrement en analyse, l'indice de Voorhoeve est un nombre réel positif associé à certaines  fonctions à valeurs complexes, introduit par Marc Voorhoeve (en) en 1976. Il permet d'étendre le théorème de Rolle à ces fonctions, en jouant un rôle analogue à celui qui, dans le cas réel, est joué par le nombre de zéros de la fonction sur un intervalle.

## Définition
Soit f une fonction holomorphe sur un voisinage ouvert de l'intervalle réel {\displaystyle I=[a,b]}. L'indice de Voorhoeve de f, {\displaystyle V_{I}(f)}, est un réel positif défini par
{\displaystyle V_{I}(f)={\frac {1}{2\pi }}\int _{a}^{b}\!\left|{\frac {d}{dt}}{\rm {Arg}}\,f(t)\right|\,\,dt\,={\frac {1}{2\pi }}\int _{a}^{b}\!\left|{\rm {Im}}\left({\frac {f'}{f}}\right)\right|\,dt.}
(certains auteurs utilisent un facteur de normalisation autre que 1/2π).

## Une généralisation du théorème de Rolle
Une conséquence du théorème de Rolle est que si f (à valeurs réelles) est continûment différentiable sur I, et que {\displaystyle N_{I}(f)} est son nombre de zéros sur cet intervalle, alors {\displaystyle N_{I}(f)\leq N_{I}(f')+1}.
L'indice de Voorhoeve vérifie la relation analogue  {\displaystyle V_{I}(f)\leq V_{I}(f')+{\frac {1}{2}}}, permettant de borner le nombre de zéros d'une fonction holomorphe dans un certain domaine.